# Edgar Pacheco
Edgar Patricio de Carvalho Pacheco, noto semplicemente come Edgar Pacheco (Luanda, 7 agosto 1977), è un ex calciatore angolano naturalizzato portoghese, di ruolo attaccante.

## Carriera

### Club
Nella sua carriera Edgar ha giocato con l'Estoril, con il Vitória Setúbal, con il Real Madrid (vincendo una Champions League nel 1998, seppur da riserva), con il Benfica, con il Getafe e con il Málaga (8 stagioni), queste ultime due squadre spagnole, prima di tornare in Portogallo, al Boavista.

### Nazionale
Edgar conta una sola presenze nella nazionale portoghese, un incontro del 19 agosto 1988 contro il Mozambico. Nel 2004 non ha ottenuto il permesso di giocare con la nazionale angolana in quanto sceso in campo precedentemente per la selezione portoghese.